# アナトーリ・ブゴルスキー
アナトリー・ペトロヴィッチ・ブゴルスキー (ロシア語: Анатолий Петрович Бугорский、Anatoly Petrovich Bugorsky、1942年6月25日 - ) はロシアの科学者。1978年に粒子加速器の粒子線を顔に受ける事故にあった。

## 事故
プロトヴィノの高エネルギー物理学研究所の研究者であったブゴルスキーは当時ソビエト連邦で最も巨大な粒子加速器であるU-70
で働いていた。 
1978年7月13日、ブゴルスキーは安全装置が故障した状態で、装置の中に頭を入れて故障部品の確認をしていたところ、 76 GeVの陽子線の進路上に彼の頭が入ってしまった。ブゴルスキーによると、そのとき太陽の数千倍も明るいほど閃光を見たが、そのとき痛みは感じなかったという。

## 事故後の経過
ブゴルスキーの顔の左側は顔が認識できないほどに膨れ上がった。また、事故後の数日にわたって、陽子線を受けた部分の皮膚がめくりあがり、陽子線が通過した経路が浮かび上がった。また陽子線が通過した経路にそって、顔の皮膚や骨や脳が損傷していた。当時彼は致死量をはるかに超える放射線（凡そ2000グレイ、致死量の300倍に当たる）を受けたと思われていたため、ブゴルスキーが首都モスクワの病院に運ばれた時、医者たちは彼の死を予測したが驚くべきことにブゴルスキーは生存し、その後も研究を続けPhD号を取得した。事故による彼の知的能力への影響はなかったが、彼は頭脳を使う仕事で疲れやすくなったり、左耳の聴覚を完全に無くし、不快なノイズが常に聞こえるようになるなどの後遺症を持った。また、彼の顔面の左半分は神経の損傷により麻痺し、。よくてんかん様の発作を起こしたが、通常生活は問題なくこなせたという。
ブゴルスキーは事故後も研究者を続け、物理実験のコーディネーターを務めた。彼は今でも放射線障害治療の医者からは珍しい症例をもつ人物として有名であるが、事件後ソビエト連邦の原子力技術に関する情報を秘匿するポリシーのため、ブゴルスキーは数十年の間、事故の詳細を明かさなかった。彼は検査と他の被曝者との交流のために、年に二回モスクワの放射線障害治療施設に通っている。1996年に彼は抗てんかん薬の受給を受けるために障害者認定を申請したが却下されている。彼も自身を研究者にも症例として役立てて欲しいと考えているが、彼は現在もプロトヴィノを離れることを禁止されている。

## 私生活
ブゴルスキーはヴェラ・ニコラエヴナと結婚し、息子のピョートルを授かった。